# خاموشی دریا (آلبوم)
خاموشی دریا نام آلبوم موسیقی بی کلام اثر فریدون شهبازیان است که در زمستان ۱۳۸۳ توسط موسسه راویان هنر شرق منتشر شد. این آلبوم دربرگیرنده‌ی موسیقی متن ۵ فیلم خاموشی دریا، تنهایی باد، آرزوهای زمین، گوشواره و خانه روشن به کارگردانی وحید موسائیان است. این اثر بار دیگر در بهار ۱۳۹۴ توسط موسسه آوا خورشید منتشر شد. 

## فهرست آهنگ‌ها
| ردیف | آهنگ          | زمان  |
| ۱    | خاموشی دریا ۱ | ۰۲:۴۹ |
| ۲    | خاموشی دریا ۲ | ۰۱:۴۸ |
| ۳    | خاموشی دریا ۳ | ۰۲:۴۹ |
| ۴    | خاموشی دریا ۴ | ۰۲:۴۹ |
| ۵    | خاموشی دریا ۵ | ۰۲:۴۹ |
| ۶    | خاموشی دریا ۶ | ۰۲:۴۹ |
| ۷    | آرزوهای زمین  | ۰۲:۳۰ |
| ۸    | تنهایی باد ۱  | ۰۳:۴۲ |
| ۹    | خانه روشن ۱   | ۰۳:۴۲ |
| ۱۰   | گوشواره ۱     | ۰۲:۵۵ |
| ۱۱   | تنهایی باد ۲  | ۰۲:۰۷ |
| ۱۲   | تنهایی باد ۳  | ۰۲:۴۴ |
| ۱۳   | گوشواره ۲     | ۰۲:۵۳ |
| ۱۴   | خانه روشن ۲   | ۰۳:۴۳ |
| ۱۵   | تنهایی باد ۴  | ۰۳:۰۹ |